# Cordillera Volcánica Central (Costa Rica)

Localización y altitudes de la Cordillera Volcánica Central.

La cordillera volcánica central se extiende a lo largo de 80 km desde el paso de Tapezco hasta el volcán Turrialba y finaliza en el río Pacuare, se encuentra separada de la Sierra minera de Tilarán por el río Balsa, el volcán Platanar y Zarcero.

## Características
Constituye una fila de conos volcánicos con dirección este-oeste en la parte central del territorio de Costa Rica, y separa las llanuras del norte de la depresión tectónica central (Valle Central).
La importante altitud del volcán Irazú hace que este sea un sitio estratégico para las telecomunicaciones, por lo que muchas de las televisoras y radioemisoras nacionales tienen sus antenas repetidoras en la cumbre del volcán.

## Elevaciones relevantes
- Macizo Poás (2704 m s. n. m.): en este macizo volcánico se encuentra el parque nacional Volcán Poás, presenta actividad permanente de tipo fumarólico, cuenta con un cráter antiguo que ahora es una laguna.

- Volcán Barva (2906 m s. n. m.): presenta fuentes termales (manifestaciones hidrotermales). Es parte del parque nacional Braulio Carrillo.

- Macizo Irazú (3432 m s. n. m.) – Turrialba (3340 m s. n. m.): el volcán Irazú es el volcán más alto de Costa Rica, se encuentra activo, hizo erupción durante los años 1963 y 1964. El volcán Turrialba presenta actividad fumarólica y emisión de gases. Ambos volcanes constituyen parques nacionales.

## Los pasos o depresiones
Hay una serie de pasos entre los macizos como Tapezco, Desengaño, La Palma y Coliblanco, permiten la entrada al Valle Central de los vientos alisios que vienen desde el Mar Caribe, entre estos pasos es que se extienden las rutas terrestres y aéreas de comunicación del valle central con la zona norte y con la zona atlántica.

Pasos y elevaciones más importantes de la cordillera.

- Datos: Q428530